# Яворский, Григорий Иванович
Григо́рий Ива́нович Яво́рский (1770—1834) — русский медик; военный врач, генерал-штаб-доктор 1-й армии в 1814—1820 гг., участник Наполеоновских войн.

## Биография
Григорий Яворский родился в 1770 году в семье киевского купца. Образование получил сначала в Киевской духовной семинарии, а затем в Киевской духовной академии, из которой в 1795 году перешёл в Петербургское генеральное госпитальное училище. Четыре года спустя он был выпущен из госпитального училища кандидатом 1-го отделения, а в следующем году был назначен сначала лекарем Санкт-Петербургского адмиралтейского госпиталя, потом в Балтийский флот, но через несколько месяцев был переведён в мушкетёрский (Саратовский гарнизонный) Гартунга полк, из которого в том же году перешёл в Лейб-гренадерский полк.
В 1803 году Яворский получил звание штаб-лекаря. Назначенный в 1806 г. доктором 5-й дивизии, он два года спустя был назначен главным доктором Молдавской армии и участвовал во многих сражениях c турками и затем Отечественной войны 1812 года. В сражениях при дер. Картане и Орловой Яворский находился под огнём неприятеля, наблюдал за действиями санитаров, сам ходил с ними в наиболее опасные места подбирать раненых и делал тут же многие перевязки, за что был награждён орденом Святой Анны 2-й степени (15.02.1809, алмазные знаки 23.10.1810).
По возвращении из Молдавской армии в Санкт-Петербург Яворский 31 декабря 1812 года был признан доктором медицины Санкт-Петербургской медико-хирургической академии и назначен генерал-штаб-доктором действующей армии, с которой принял участие в Заграничных походах 1813—1814 гг.
Когда же, в 1814 году, действующая армия была разделена на две, то он был оставлен в должности генерал-штаб-доктора 1-й армии и занимал эту должность до своего выхода в отставку в 1820 году, когда поселился в Петербурге и занялся частной практикой.
Доктор Яворский скончался 19 сентября 1834 года, на 65-м году от рождения.
Среди прочих наград имел орден Святого Владимира 3-й степени (08.09.1815).